# Liste des lacs au Bénin
La liste des lacs au Bénin répertorie la liste non exhaustive des lacs présents sur le territoire béninois, situés entièrement ou partiellement à l'intérieur des frontières du pays,,.

## Lacs notoires et catégories de lacs présents dans le pays
Il existe plusieurs ensembles de lacs dans les plaines d'inondation des cours d'eau qui vont vers le sud. Les lacs Azilli et Cele, de quelque 5 km2, sont proches de l'Ouémé. 6 lacs de superficie totale environ 16 km2 sont formées par le Momo. Ces derniers sont menacés par la sédimentation et l'aménagement du territoire.

## Liste des lacs
Les Lagunes de grand-popo, de porto-novo, de Ouidah et de Cotonou ne sont pas listés parmi les lacs
,.

## Galerie de photos

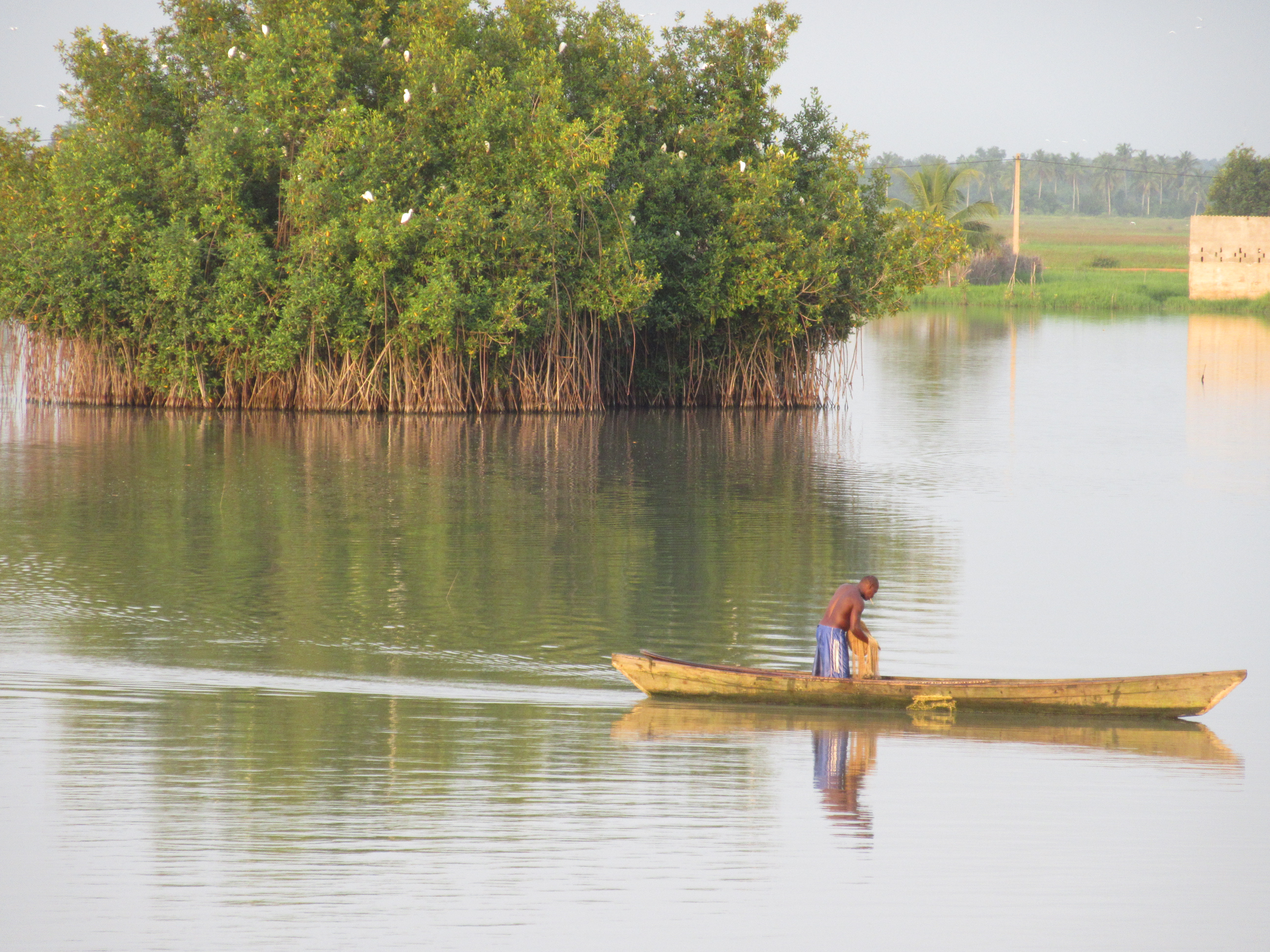
Lac aheme à Guezin
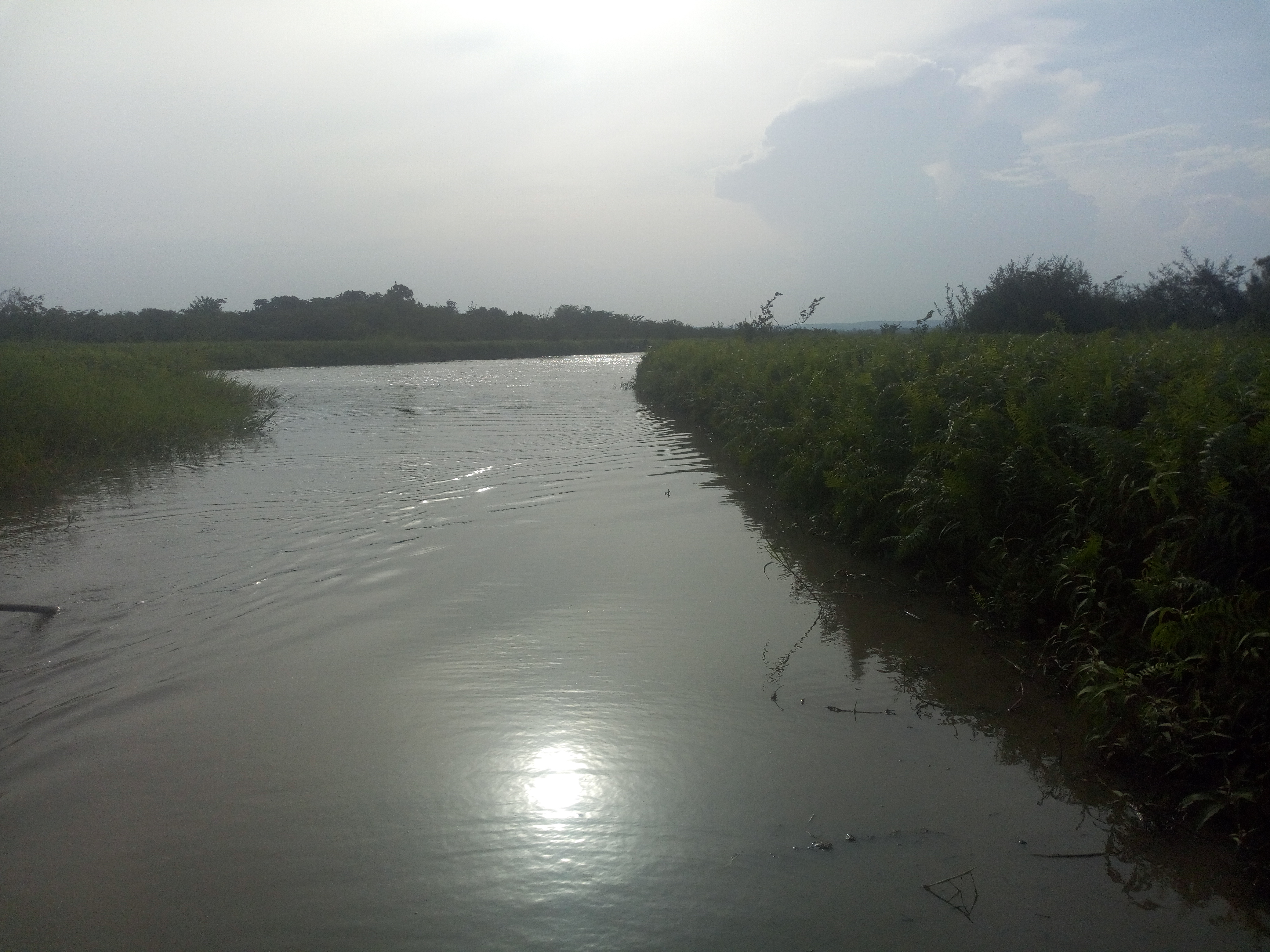
Azili Ketou Benin
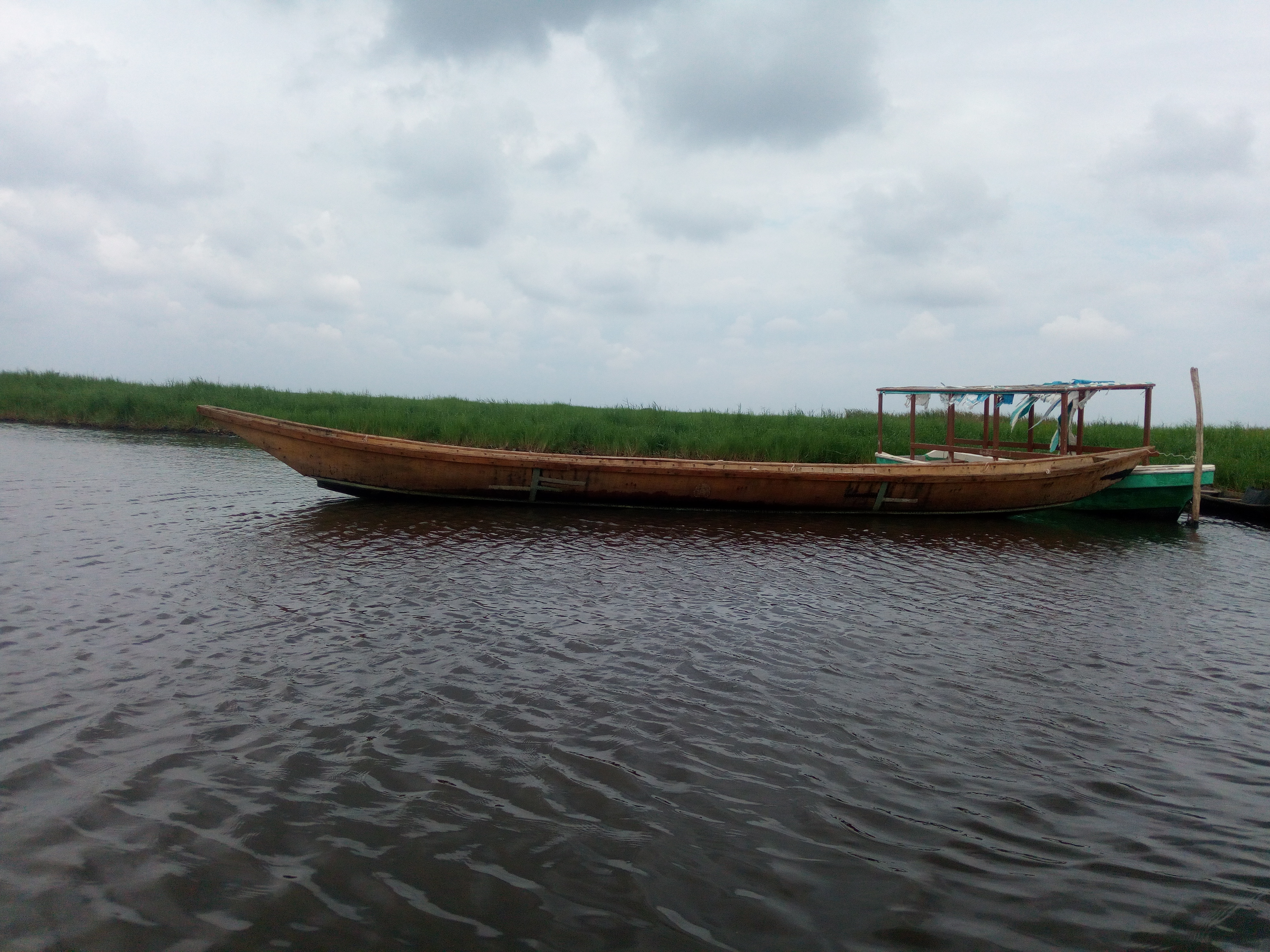
Lac Nokoué à Ganvié
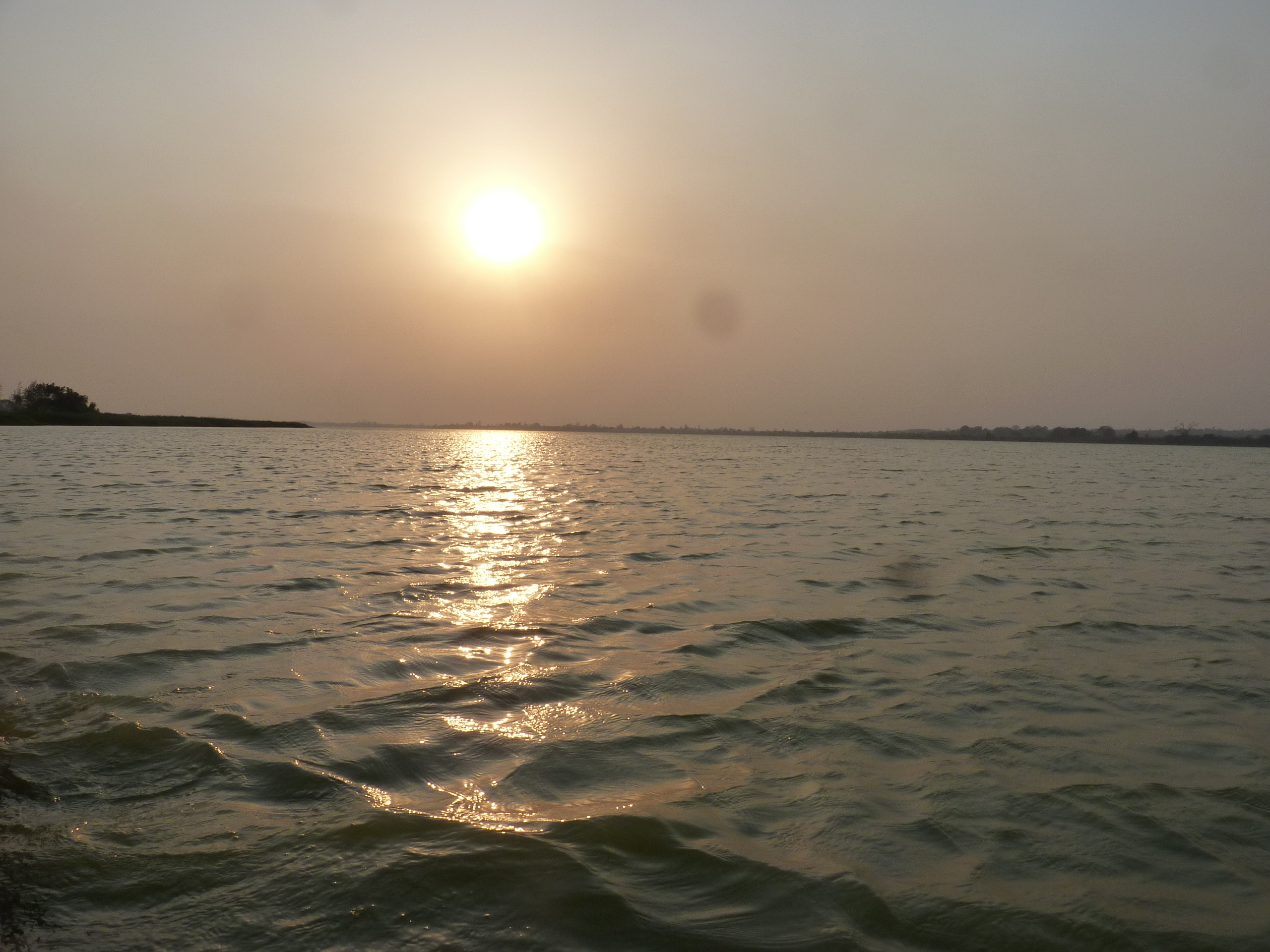
Lac Toho